# Clara Elisa Narváez de Arteaga
Clara Elisa Narváez de Arteaga (Pasto, 17 de agosto de 1910-Popayán, 16 de octubre de 1997) fue una militar colombiana. 
Alcanzó el rango de Cabo Primero del Ejército Nacional de Colombia. Conocida por ser la única mujer colombiana que participó en la guerra colombo-peruana de 1932. Sería conocida como el "Cabo Pedro".

## Biografía
Nacida en San Juan de Pasto, fue la segunda de siete hermanos. Hija del policía José Narváez y de la panadera Tránsito Arteaga.
A sus 22 años se incorporó al Ejército Nacional que buscaba voluntarios por Pasto para la guerra Colombo-peruana, donde participó en el Batallón Boyacá. Sirvió como combatiente, enfermera, lavandera y cocinera, permaneció en las filas hasta el final del conflicto, en 1933. Fue ascendida a Cabo, por el ministro de guerra y el Congreso de la República.
Se casó con Luis Fernández Peña, y tuvo 8 hijos.
Recibió la Medalla de servicios de guerra internacional en 1993.

## Homenajes
El Ejército Nacional de Colombia creó en su Séptima División, el Batallón de Apoyo y Servicios para el Combate N° 17 'Clara Elisa Narváez Arteaga' en Carepa (Antioquia).
El 1 de septiembre de 2023 se gradúa el curso No. 108 de Suboficiales del Ejército Nacional que lleva el nombre de la Cabo Primero Clara Elisa Narváez de Arteaga.